# Triunfo Santa Rosa
Triunfo Santa Rosa är en ort i Mexiko.   Den ligger i kommunen Guaymas och delstaten Sonora, i den nordvästra delen av landet, 1 500 km nordväst om huvudstaden Mexico City. Triunfo Santa Rosa ligger 84 meter över havet och antalet invånare är 406.
Terrängen runt Triunfo Santa Rosa är platt. Runt Triunfo Santa Rosa är det ganska tätbefolkat, med 96 invånare per kvadratkilometer. Närmaste större samhälle är La Palma, 13,6 km sydväst om Triunfo Santa Rosa. Omgivningarna runt Triunfo Santa Rosa är i huvudsak ett öppet busklandskap.